# Bartosz Jurecki
Bartosz Jurecki (Kościan, 1979. január 31. –) lengyel válogatott kézilabdázó. Jelenleg a német SC Magdeburg játékosa. Posztját tekintve beálló. Testvére: Michał Jurecki szintén válogatott játékos.
Pályafutása során megfordult több lengyel csapatban is. Játékosa volt többek között az Tęcza Kościan, az Olimpia Piekary Śląskie és a Chrobry Głogów együtteseinek. 2006-ban Németországba az SC Magdeburgba igazolt.
A lengyel válogatottban 2004-ben mutatkozhatott be. A 2007-es világbajnokságon ezüst, a 2009-es világbajnokságon pedig bronzérmet szerzett a nemzeti csapat tagjaként.

## Sikerei

### Válogatottban
- Világbajnokság: 
  - 2. hely: 2007
  - 3. hely: 2009

### Klubcsapatban

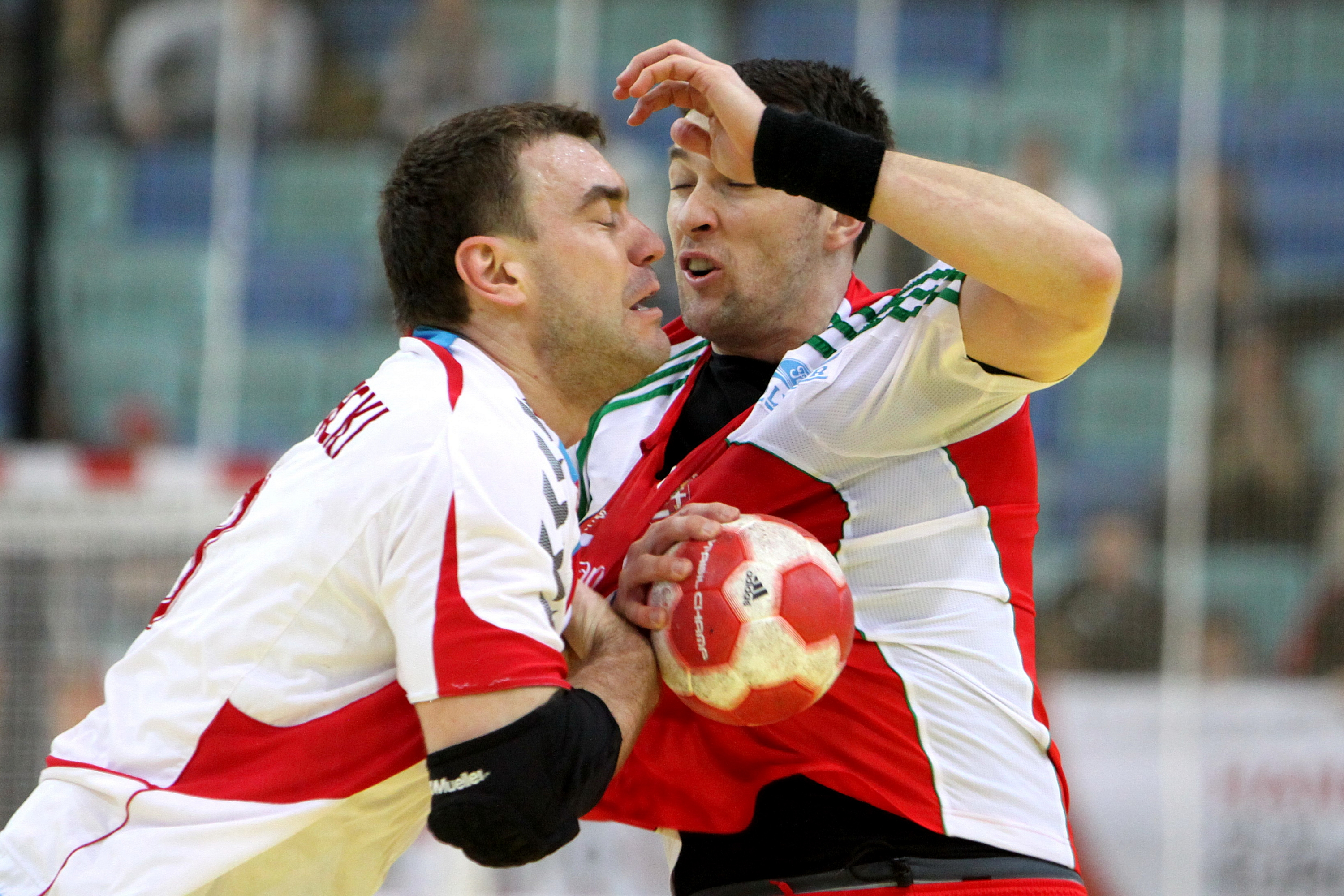
Bartosz Jurecki (balra) megállítja Ilyés Ferencet egy magyar-lengyel válogatott meccsen.

- EHF-kupa:
  - 1. hely: 2007
- PGNiG Superliga: 
  - 2. hely: 2006